# Perry Mason: Per un antico amore
Perry Mason: Per un antico amore (Perry Mason: The Case of the Lost Love) è un film per la televisione del 1987, diretto dal regista Ron Satlof.

## Trama
Perry Mason deve difendere il marito del suo vecchio amore accusato dell'omicidio dell'investigatore privato che la ricattava.